# Roberta Bianconi

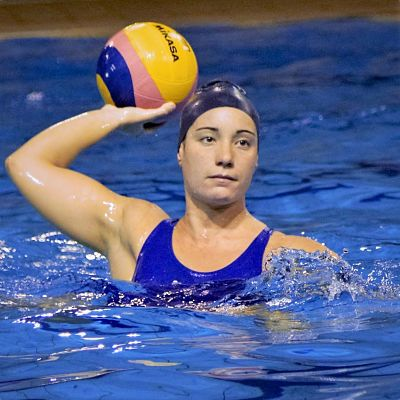
Roberta Bianconi (2014)

Roberta Bianconi (* 8. Juli 1989 in Rapallo) ist eine italienische Wasserballspielerin. Sie war Olympiazweite 2016, Weltmeisterschaftsdritte 2015 und 2023 sowie Europameisterin 2012 und Europameisterschaftsdritte 2016.

## Karriere
Roberta Bianconi gehörte ab 2009 zur italienischen Nationalmannschaft. Ihre erste internationale Medaille erhielt sie bei der Europameisterschaft 2012 in Eindhoven. Die Italienerinnen belegten in der Vorrunde den zweiten Platz hinter den Griechinnen. Im Viertelfinale besiegten sie die Niederländerinnen nach Penaltyschießen. Nach einem 13:12-Halbfinalsieg über die Russinnen trafen die Italienerinnen im Finale wieder auf die Griechinnen und gewannen mit 13:10. Beim olympischen Wasserballturnier 2012 in London belegten die Italienerinnen nur den dritten Platz in ihrer Vorrundengruppe und verloren im Viertelfinale gegen die Mannschaft aus den Vereinigten Staaten. Letztlich belegten die Italienerinnen den siebten Platz unter acht Mannschaften. Bianconi erzielte im Turnierverlauf drei Tore.
2013 unterlagen die Italienerinnen bei der Weltmeisterschaft in Barcelona im Achtelfinale der griechischen Mannschaft nach Penaltyschießen. Bianconi, die bis dahin sieben Turniertore erzielt hatte, vergab den entscheidenden Penalty. Im Jahr darauf bei der Europameisterschaft 2014 in Budapest unterlagen die Italienerinnen im Halbfinale den Niederländerinnen nach Penaltyschießen und wieder vergab Bianconi den entscheidenden Penalty. Im Spiel um den dritten Platz unterlagen die Italienerinnen den Ungarinnen mit 9:10, wobei Bianconi mit drei Treffern die erfolgreichste Torschützin ihrer Mannschaft in diesem Spiel war. Mit 13 Toren während des gesamten Turniers erreichte Bianconi den vierten Platz in der Torschützenliste. Bei der Weltmeisterschaft 2015 in Kasan gewannen die Italienerinnen mit 9:6 gegen die Griechinnen, wobei Bianconi zwei Treffer beisteuerte. Nach einer Halbfinalniederlage gegen die Niederländerinnen im Penaltyschießen trafen die Italienerinnen im Spiel um den dritten Platz auf die Australierinnen und siegten nach Penaltyschießen. Bianconi hatte während der regulären Spielzeit einen Treffer erzielt und verwandelte diesmal auch ihren Penalty.
Anfang 2016 fand in Belgrad die Europameisterschaft statt. Die Italienerinnen unterlagen im Halbfinale den Ungarinnen, gewannen aber das Spiel um den dritten Platz mit 10:9 gegen die Spanierinnen. Bei den Olympischen Spielen 2016 in Rio de Janeiro gewannen die Italienerinnen ihre Vorrundengruppe, wobei Bianconi 7 der 27 Tore warf. Zum Viertelfinalsieg gegen die Chinesinnen steuerte Bianconi drei Treffer bei. Im Halbfinale beim 12:9 gegen die Russinnen verwandelte Bianconi zwei Penaltys, erfolgreichste Italienerin in diesem Spiel war Arianna Garibotti mit fünf Treffern. Im Finale siegte das Team aus den Vereinigten Staaten mit 12:5, wobei Bianconi ein Tor erzielte. 2017 bei der Weltmeisterschaft in Budapest unterlagen die Italienerinnen im Viertelfinale den Russinnen und belegten letztlich den sechsten Platz. 2018 gewann Bianconi mit dem italienischen Team die Silbermedaille bei den Mittelmeerspielen in Tarragona. Kurz darauf fand in Barcelona die Europameisterschaft 2018 statt. Die Italienerinnen unterlagen im Viertelfinale den Ungarinnen und belegten in den Platzierungsspielen den sechsten Platz. Bianconi warf in acht Spielen insgesamt 14 Tore. 2019 bei der Weltmeisterschaft in Gwangju verloren die Italienerinnen erneut das Viertelfinale gegen die Ungarinnen und erreichten wieder den sechsten Platz.
Bei der Weltmeisterschaft 2022 in Budapest unterlag Bianconi mit der italienischen Mannschaft im Halbfinale dem US-Team, das Spiel um den dritten Platz entschieden die Niederländerinnen mit 7:5 für sich. Im Jahr darauf bei der Weltmeisterschaft 2023 in Fukuoka verloren die Italienerinnen im Halbfinale gegen die Niederländerinnen. Im Spiel um den dritten Platz bezwangen die Italienerinnen die Australierinnen mit 16:14, wobei Bianconi sechs Treffer erzielte. 2024 wurden die Italienerinnen Siebte bei der Weltmeisterschaft in Doha und Sechste bei den Olympischen Spielen in Paris.
Im Verein begann Bianconi in Rapallo. Mit Pro Recco und Associazione Sportiva Orizzonte Catania gewann sie den italienischen Meistertitel, mit Olympiakos SFP war sie mehrfach griechische Meisterin.